# Pod mocnym aniołem
Pod mocnym aniołem (deutsch Unterm starken Engel) ist eine 2013 in Krakau, Brzesko und Nowy Sącz gedrehte Verfilmung von Wojciech Smarzowski des gleichnamigen Buches von Jerzy Pilch, die die alkoholischen Exzesse des Schriftstellers Jerzy, verkörpert von Robert Więckiewicz, und weiterer Patienten behandelt, die gemeinsam mit ihm an Entzugstherapien teilnehmen. 

## Handlung
Jerzy ist ein prominenter Schriftsteller, als Autor populär und erfolgreich und chronischer Alkoholiker. Mit seinem Verstand und seinem Charme gelingt es ihm immer wieder, sein Alkoholproblem zu kaschieren. Er hält Vorträge vor Studenten, gibt Interviews im Fernsehen und im Radio, wo er auch vor Alkoholkonsum warnt und thematisiert, welchen negativen Einfluss die Trinkerei auf sein Leben und Schaffen ausübt. Häufig besucht er ein
Reha-Zentrum, wo er Drogenabhängige aus allen Gesellschaftsschichten und sozialen Problembereichen trifft. Jerzy selbst entstammt eine Familie von Trinkern, sein Leben ist trotz seiner Erfolge als Schriftsteller einsam. Er schafft es nicht, eine Beziehung zu führen, die länger dauert, was auch damit zu tun hat, dass ihm der Griff zur Flasche zur Gewohnheit geworden ist.
Als Jerzy einmal betrunken vor einem Bankautomaten einnickt weckt ihn eine 27-jährige Frau „Ona“ (pl. „Sie“) auf, in die er sich verliebt und der er schon kurze Zeit später einen Heiratsantrag macht. Er schafft es eine ganze Zeit, dem Alkohol zu entsagen. Als er jedoch einmal allein in einem Taxi sitzt, kann er sich nicht beherrschen. Schnell eilt er in seine Stammkneipe, das „Mighty Angel“, wo er nur einen Drink zu sich nehmen will. Dabei bleibt es allerdings nicht, er trinkt nicht nur viel, sondern sehr viel, was weitreichende Folgen hat. Er landet im Krankenhaus auf der Intensivstation, wo man ihm nahelegt, eine Entzugstherapie zu machen. Teil dieser Therapie ist auch, dass Jerzy sowie weitere Patienten sich gegenseitig Geschichten aus ihrem Leben erzählen, die sie zuvor aufgeschrieben haben, wobei ihre Gedanken in die Vergangenheit zurückgehen. Jerzy trifft hier auf einen Fernfahrer, der erzählt, dass er unterwegs immer wieder mit jedem anstoßen müsse und auf eine verhärmte Frau, deren Mann Schnaps brennt. Auch ein Arzt erzählt seine Geschichte und berichtet, dass er im Vollrausch die besten Diagnosen stelle. Unter den alkoholkranken Patienten sind auch ein Direktor, ein Apotheker, einige Kassierer sowie Studenten, ein Polizist, ein Regisseur und ein Offizier sowie ein Priester.
Die Erinnerungen der Patienten sind geprägt von Lücken bis hin zum Delirium, hoher Suggestibilität und Wahrnehmungsstörungen, die eher chaotisch daherkommen. Die Abhängigen haben mit Krampfanfällen zu kämpfen sowie mit Erbrechen. Es kommt auch zu Unfällen mit blutigen Verletzungen. Die Aggression auf Seiten der Patienten sparen auch Angriffe auf involvierte Polizisten und Ärzte nicht aus. Geplagt werden die Alkoholkranken auch von Kindheitserinnerungen, die ihre spätere Alkoholsucht begünstigt haben.
Am Ende des Films sehen wir Jerzy, der gerade aus der Reha entlassen worden ist. Er befindet sich auf der Straße und ist gleich weit entfernt von einer Bar, einem Spirituosenladen und seiner Wohnung, die ihm Sicherheit bieten würde. 

## Produktion

### Hintergrund, Produktionsnotizen
Jerzy Pilchs Buch erschien 2000 und wurde 2001 mit dem Nationalen Literaturpreis Nike Literary Award 2001 ausgezeichnet.
„Unterm starken Engel“ heißt im Film eine Kneipe, in der sich Jerzy manchmal betrinkt. Für die entsprechenden Szenen wurde das Krakauer „Cafe Szafe“ (in der ulica Felicjanek / Ecke ulica Małej) genutzt und für die Dauer der Dreharbeiten in „Pod Mocnym Aniołem“ umbenannt. Die Filmszenen folgen keiner Chronologie und bauen somit nicht aufeinander auf, manche Sequenzen wiederholen sich sogar mehrfach. Gedreht wurde in Krakau und in weiteren Teilen von Kleinpolen. Produziert wurde der Film von Fundacja EDM+, HBO Europe und Kino Swiat. Der Film wurde vom Polnischen Filminstitut mitfinanziert.
Der Autor des Romans zeigte sich von der Verfilmung seines Werkes begeistert, es sei erstaunlich getreu dem Wesen seines Textes verfilmt worden, wobei das Bild sehr eigenständig und konsequent, dramatisch und anspielungsreich sei, so dass es eine Untertreibung sei, würde man es nicht als herausragend bezeichnen. Jerzy Pilchs entsprechender Brief wurde den Pressematerialien hinzugefügt.
Wojciech Smarzowski meinte, er kenne all diese Filme, die über das Thema Alkohol gedreht wurden seien und er denke, dieser Film sei anders. Natürlich gehe es in Angel auch ums Trinken, aber für ihn sei es wichtiger, dass dies ein Film über Einsamkeit oder die Diskontinuität der Zeit sei. Ob darin vor Alkohol gewarnt werde und wie er selbst zum Alkohol stehe, müsse nach dem Anschauen des Films jeder für sich selbst entscheiden. Ihm sei klar, dass Ästheten und Abstinenzler es mit dem Film schwerer haben werden, aber es gebe diejenigen – von denen es leider mehr gebe – die es danach vielleicht leichter hätten. Auf einer Pressekonferenz erläuterte der Regisseur sodann seine Idee, die Nichtlinearität, in der Alkoholiker lebten, darzustellen. Ausgangspunkt seien viele verschiedene Trinkgeschichten, die im Verlauf der Handlung zu einer großen Trinkgeschichte der Hauptfigur würden. Seine Idee sei es gewesen, die Grenzen zwischen dem, was wirklich passiert, und dem, was im Kopf des Betreffenden passiert, zu verwischen, um in dem Moment, in dem der Betrachter das Gleichgewicht wiedererlange, zu klären, was passiert sei.
Robert Więckiewicz, der die Hauptfigur spielt, erklärte, was ihn an dieser Figur am meisten interessiert habe, sei nicht die Tatsache, dass der Held so viel Wodka trinke, dass es krankhaft werde. Er habe versucht, die Frage zu beantworten, was zuerst da gewesen sei. Habe die Tatsache, dass die Hauptfigur trinke, Probleme in dessen Leben verursacht oder seine Kreativität in irgendeiner Weise angeregt, oder gab es ein Problem, das dazu geführt habe, zuerst zu trinken. Das Wichtigste sei für ihn gewesen, darüber nachzudenken, was den Helden verletzt und ihm Angst gemacht haben könnte, auf welche Fragen er keine Antworten gehabt habe, womit er nicht einverstanden gewesen sei und andererseits, was ihm gefalle und dazu bringe, das eigene Leben zu bejahen.
Kinga Preis, die im Film die Rolle der Mania – eine der Patientinnen des Reha-Zentrums – spielt, führte aus. Sie alle seien eine Gruppe von Trinkern, die sich einer Therapie unterziehen würden, und zwar betreffe das Menschen aus allen Gesellschaftsschichten, Menschen auf sehr unterschiedlichen Niveau, sogar intellektuellen. Der Alkohol zerstöre alle auf die gleiche Weise, auch wenn die Personen und ihr Umfeld völlig unterschiedlich seien und jede Trinkgeschichte anders.
Julia Kijowska spielt die Rolle des Mädchens, in das Jerzy sich verliebt. Sie erzählte, dass ihre Position und Aufgabe im Film anders gewesen sei, als die ihrer Kollegen. Sie habe während der Arbeit die ganze Umkehrung der Geschichte vergessen, vielleicht habe sie sich das sogar zur Aufgabe gemacht, und ein bisschen eine intime Liebesgeschichte gespielt. Ihr scheine es, dass die dunkle Seite einen besonders hart treffe und noch stärker geprägt sei, wenn man die einzelnen Fragmente sehe und verstehe, wie es vielleicht hätte sein können.
Im Film werden Fragmente folgender Werke verwendet:
- Literatur: Hans Fallada „Der Trinker“ (1944), Franz Kafka „Tagebücher 1910–1923“, Charles Bukowski „Women“ (1978) und Max Ehrmanns „Desiderata“ (1927)
- Musik: „Siekiera“ (Text und Musik: Tomasz Adamski), „51“ (Text: J. Rzehak, Musik: A. Nowak / M. Piekarczyk, Band: TSA), „Rewe ta stogne Dnipr szyrokyj“ (Text: Taras Szewczenko, Volksweise) und „Bóg się rodzi“ (polnisches Weihnachtslied)
- Film „Pętla“ (dt. Endstelle, von Wojciech Has, Produktion: Filmstudio Kadr, Polen, 1957)

### Veröffentlichung
Premiere hatte der Film am 17. Januar 2014 in Polen. Am 15. September 2014 wurde er beim Film by the Sea Film-Festival in den Niederlanden vorgestellt. In Deutschland war der Film am 28. September 2014 einer der Beiträge beim Filmfest Hamburg. In Japan lief er am 24. Oktober 2014 beim Tokyo International Film Festival und in Ungarn am 10. April 2015 beim Titanic International Filmpresence Festival.
Veröffentlicht wurde der Film zudem in Kanada, in der Tschechischen Republik, in Russland, Spanien, im Vereinigten Königreich, dort wie auch in den Vereinigten Staaten unter dem Titel The Mighty Angel (Der Film trug dort den Arbeitstitel Angel).

## Rezeption

### Budget, Ertrag
Dem Film stand ein geschätztes Budget von 2.100.000 Dollar zur Verfügung. Der weltweite Ertrag belief sich auf 5.235.397 Dollar.

### Kritik
Ronny Dombrowski bewertete den Film für cinetastic.de – Living in the Cinema und stellte fest, Smarzowskis Film könne man „wohl am ehesten als einen Film im Vollrausch beschreiben, denn nach The Dark House (2009) und Róża (2011)“ widme er sich „erneut mit sehr viel Energie einem Thema, dass beim besten Willen nicht ganz alltäglich“ sei. „Dem Zuschauer werden bei alledem nur Fragmente vorgeworfen, die aus unterschiedlichsten Perioden entstammen und gedanklich erst zueinander finden müssen. Wenn man diese losen Fragmente zeitlich in den richtigen Zusammenhang bringt, so treten einzelne Fakten zutage, die Jerzy letztendlich zu dem gemacht haben, was er heute ist.“ Smarzowskis Film sei „ganz ohne Frage kein schöner Film“, da sei „nichts von dem man sich als Zuschauer unterhalten lassen“ könne, es sei aber „ein Werk, das uns den Alltag aus Sicht eines Alkoholikers“ erzähle. Zusammenfassend schrieb Dombrowski, der dem Film sieben von zehn möglichen Filmpunkten gab: „In erschreckenden Bildern führt uns Wojciech Smarzowski die Welt von Trinkern vor Augen, deren Leben ein einziger Vollrausch ist. Unbeschreibliche Geschichten erzählt in losen Fragmenten. Ein sehr wichtiger Film, wenn auch kein wirklicher Filmgenuss.“
Gary Tooze befand auf der Seite DVD Beaver, dass dieser Film des bei polnischen Cineasten beliebten Regisseurs in Polen auf kalte Gleichgültigkeit und teilweise starke Abscheu gestoßen sei. Aber während Smarzowskis Produktion ein weiteres brillantes (ja, brillantes) Stück Kino sei, würden die Gründe, warum der Film keine Zustimmung gefunden habe, Licht auf die Haltung der Gesellschaft zum Alkoholismus werfen. Wieckiewicz’ Leistung als Jerzy sei atemberaubend. Zu sagen, dass er einen überzeugenden Betrunkenen spiele, sei eine gewaltige Untertreibung. Wieckiewicz enthülle jede Ebene und jede Nuance des Verhaltens eines Betrunkenen, nicht nur die Trunkenheit, sondern auch die Verleugnung, die Selbstrechtfertigung und die erbärmliche, schreckliche Verzweiflung. An seinem tiefsten Punkt sei Jerzy ein elendes, trauriges Geschöpf. Aber im besten Fall sei er fast unwiderstehlich attraktiv, obwohl er oft seine Fähigkeit verkündet, seinen Alkoholkonsum zu kontrollieren. Ist Jersey ein unruhiges Genie oder einfach nur „voller Scheiße“? Der Glanz in Wieckiewicz’ Augen verrät uns, dass es natürlich beides ist.
Alex Ramon setzte sich auf der Seite Popmatters anlässlich des Gdynia Film Festivals mit dem Film auseinander und stellte fest, der Film bediene sich einer Reihe von Tricks, um die Auswirkungen von Alkohol auf Geist und Körper der Protagonisten zu vermitteln. Er beinhalte kraftvolle Szenen und zeichne sich durch eine gute Darstellung des beeindruckenden Robert Więckiewicz (was für ihn typisch sei) aus. Was das Zusehen schwierig gestalte, sei die pure Freude, mit der die Saufereien von Jerzy und den anderen Charakteren dargestellt werden würden. Smarzowski, ein Regisseur mit einem ausgeprägten Hang zum Grotesken, gehe hier aufs Ganze und schiebe uns das Spucken, Pissen, Stuhlgang und die Krämpfe der Charaktere direkt ins Gesicht. Während dies für einige wie eine ehrliche Konfrontation mit der brutalen Wahrheit erscheinen möge, sei der völlige Mangel an Diskretion mit dem der Film aufwarte letztendlich ermüdend, dies insbesondere auch in Verbindung mit einigen seiner eher prätentiösen Dialoge. Der kränkliche Look des Films sei vielleicht passend, aber auch bedrückend. Trotz der lockeren Struktur scheine es, als lasse Smarzowksi uns nie viel Raum zum Atmen. Die Reaktion darauf könne auch sein, zurückzuschrecken, als sich einzufühlen.
Auf der Seite Puschkino war die Rede von einem tragischen Trinker-Roman von Jerzy Pilch, den der Autorenfilmer Wojciech Smarzowski „in die Filmsprache übersetzt habe, ohne dabei den komisch-ironischen Duktus zu verlieren“. Weiter wurde ausgeführt: „Ein aufs Neue grandioser Robert Więckiewicz steuert als Säufer Jerzy in einem Bilderrausch der Katastrophe entgegen und trifft dabei auf Schicksalsgenossen, die ein Panorama des Alkoholismus vor uns ausbreiten.“

### Auszeichnungen
Złote Lwy – Goldene Löwen 2014
- Auszeichnung in der Kategorie „Beste Musik“ für Mikołaj Trzaska
- Auszeichnung in der Kategorie „Bester Schnitt“ für Paweł Laskowski
- Nominiert für den Goldenen Löwen Wojciech Smarzowski

Silberner Löwe 2014
- Auszeichnung für Jacek Rzehak und Wojciech Smarzowski

FAF 2014
- Sonderpreis der Jury für Robert Więckiewicz in der Hauptrolle
- Nominierung Golden Puppy in der Kategorie „Beste weibliche Nebenrolle“ Kinga Preis
- Nominierung Goldener Welpe in der Kategorie „Beste männliche Hauptrolle“ Robert Więckiewicz

Off Camera 2014
- Polnischer Spielfilmwettbewerb – Wojciech Smarzowski

Eagles/Orły 2015
- Orzeł – Beste weibliche Nebenrolle Kinga Preis
- Nominierung Orzeł – Beste männliche Hauptrolle: Robert Więckiewicz
- Nominierung Orzeł – Beste männliche Nebenrolle Arkadiusz Jakubik
- Nominierung Orzeł – Bestes Drehbuch Wojciech Smarzowski

PSC 2015
- Nominierung PSC in der Kategorie „Beste Kameraführung in einem abendfüllenden Spielfilm“ für Tomasz Madejski

Weichsel 2015
- Nominierung WISŁA – Elefant Wojciech Smarzowski nahm am Wettbewerb teil

## Bibliografie
- Pod mocnym aniołem bei IMDb
- Pod mocnym aniolem filmweb.pl (polnisch)
- Pod mocnym aniolem filmpolski.pl (polnisch)